# Устинівська селищна рада
Усти́нівська се́лищна ра́да — адміністративно-територіальна одиниця та орган місцевого самоврядування в Устинівському районі Кіровоградської області. Адміністративний центр — селище міського типу Устинівка.

## Загальні відомості
- Територія ради: 9,1 км²
- Населення ради: 3477 осіб (станом на 2015 рік)[1]

## Населені пункти
Селищній раді підпорядковані населені пункти:
- смт Устинівка

## Склад ради
Рада складається з 20 депутатів та голови.
- Голова ради: Пеньков Ігор Олександрович
- Секретар ради: Омельченко Любов Петрівна

### Керівний склад попередніх скликань
| Прізвище, ім'я, по батькові | Основні відомості                                                | Дата обрання | Дата звільнення |
| --------------------------- | ---------------------------------------------------------------- | ------------ | --------------- |
| Тимощук Олександр Іванович  | Селищний голова, 1959 року народження                            | 26.03.2006   | 31.10.2010      |
| Пеньков Ігор Олександрович  | Селищний голова, 1969 року народження, освіта вища, безпартійний | 31.10.2010   |                 |

Примітка: таблиця складена за даними сайту Верховної Ради України

### Депутати
За результатами місцевих виборів 2010 року депутатами ради стали:

#### За суб'єктами висування
| Суб'єкт висування                                       | Кількість обраних депутатів | %  |
| ------------------------------------------------------- | --------------------------- | -- |
| Самовисування                                           | 8                           | 40 |
| Політична партія Всеукраїнське об'єднання «Батьківщина» | 4                           | 20 |
| Політична партія «Сильна Україна»                       | 3                           | 15 |
| Комуністична партія України                             | 2                           | 10 |
| Соціалістична партія України                            | 2                           | 10 |
| Політична партія «Нова політика»                        | 1                           | 5  |

#### За округами
| № округу                                                | Прізвище, ім'я, по батькові    | Дата визнання обраним | Освіта  | Партійна приналежність                        | Відомості про обраного депутата                               |
| ------------------------------------------------------- | ------------------------------ | --------------------- | ------- | --------------------------------------------- | ------------------------------------------------------------- |
| Комуністична партія України                             |                                |                       |         |                                               |                                                               |
| 4                                                       | Костюк Василь Миколайович      | 03.11.2010            | середня | позапартійний                                 | районні електромережі, водій                                  |
| 5                                                       | Гарбар Сергій Іванович         | 03.11.2010            | вища    | позапартійний                                 | Суд, консультант                                              |
| Політична партія Всеукраїнське об'єднання «Батьківщина» |                                |                       |         |                                               |                                                               |
| 1                                                       | Мельник Олександр Григорович   | 03.11.2010            | вища    | член Всеукраїнського об'єднання «Батьківщина» | приватний підприємець                                         |
| 7                                                       | Бірук Володимир Іванович       | 03.11.2010            | вища    | член Всеукраїнського об'єднання «Батьківщина» | редакція газети «Трудівник Устинівщини», оператор             |
| 9                                                       | Фесенко Ніна Іванівна          | 03.11.2010            | середня | член Всеукраїнського об'єднання «Батьківщина» | пенсіонер                                                     |
| 15                                                      | Шелевер Наталія Василівна      | 03.11.2010            | середня | член Всеукраїнського об'єднання «Батьківщина» | управління праці та соціального захисту населення, спеціаліст |
| Політична партія «Нова політика»                        |                                |                       |         |                                               |                                                               |
| 2                                                       | Ковальчук Валентина Миколаївна | 03.11.2010            | вища    | позапартійна                                  | пенсійний фонд, головний бухгалтер                            |
| Політична партія «Сильна Україна»                       |                                |                       |         |                                               |                                                               |
| 6                                                       | Стець Ольга Лаврентіївна       | 03.11.2010            | вища    | позапартійна                                  | Устинівська загальноосвітня школа I-III ст., вчитель          |
| 18                                                      | Корніченко Тетяна Анатоліївна  | 03.11.2010            | вища    | позапартійна                                  | Устинівська загальноосвітня школа I-III ст., вчитель          |
| 19                                                      | Заїка Світлана Василівна       | 03.11.2010            | вища    | позапартійна                                  | управління юстиції, державний виконавець                      |
| Соціалістична партія України                            |                                |                       |         |                                               |                                                               |
| 3                                                       | Заболотній Василь Васильович   | 03.11.2010            | вища    | позапартійний                                 | селищна рада, водій                                           |
| 13                                                      | Омельченко Любов Петрівна      | 03.11.2010            | вища    | член Соціалістичної партії України            | Устинівська селищна рада, секретар                            |
| Самовисування                                           |                                |                       |         |                                               |                                                               |
| 8                                                       | Трутень Олександр Якович       | 03.11.2010            | вища    | позапартійний                                 | нотаріальна контора, нотаріус                                 |
| 10                                                      | Саприкіна Любов Іванівна       | 03.11.2010            | вища    | член Партії регіонів                          | Устинівська ЦРЛ, лікар                                        |
| 11                                                      | Малецька Ірина Іллівна         | 03.11.2010            | вища    | позапартійна                                  | відділ освіти, заступник начальника                           |
| 12                                                      | Бойко Анатолій Васильович      | 03.11.2010            | вища    | позапартійний                                 | Держкомзем, спеціаліст І категорії                            |
| 14                                                      | Решетняк Борис Георгійович     | 03.11.2010            | вища    | позапартійний                                 | районні електромережі, майстер                                |
| 16                                                      | Кошова Наталія Григорівна      | 03.11.2010            | вища    | член Всеукраїнського об'єднання «Батьківщина» | селищна рада, головний бухгалтер                              |
| 17                                                      | Барнюк Тетяна Вікторівна       | 03.11.2010            | вища    | позапартійна                                  | селищна рада, бухгалтер                                       |
| 20                                                      | Винник Валентина Петрівна      | 03.11.2010            | вища    | позапартійна                                  | Устинівський дошкільний навчальний заклад, вихователь         |